# سلافة عويشق
سلافة عويشق (26 أبريل 1970 -)، ممثلة سورية. وهي زوجة الفنان فارس الحلو.

## أعمالها

### أهم ادوارها
- أولاد القيمرية ج1
- أولاد القيمرية ج2
- قلبي معكم
- بنات اكريكوز
- قلة ذوق وكثرة غلبة
- غزلان في غابة الذئاب
- أشواك ناعمة
- هومي هون
- وجه آخر
- هجرة القلوب إلى القلوب
- احزان عادية
- الخبز الحرام
- اوراق خريفية
- اهل وحبايب
- ليل الخائفين
- صور اجتماعية
- باب الحارة 5
- الدبور
- الدبور 2
- طالع الفضة
- عيلة خمس نجوم
- الزعيم
- الفصول الأربعة 2

### كمؤلفة تلفزيونية
- ألفت
- ذاكرة صعبة من إخراج عباس النوري
- العودة للحياة إخراج انيسة عساف

### في السينما
- الانتفاضة

### في المسرح
- بيت برنارد البا
- سوء تفاهم

## روابط خارجية
- سلافة عويشق على موقع قاعدة بيانات الأفلام العربية